# اومین
اومین (به ویتنامی: U Minh) یک شهرک در ویتنام است که در استان کاماو واقع شده‌است.